# Ballyshannon
Ballyshannon en irlandais : Béal Átha Seanaidh est une ville du comté de Donegal en république d'Irlande.

## Géographie
Située sur le fleuve Erne, au fond de son embouchure, elle se trouve à mi-chemin entre l'océan Atlantique et la frontière entre l'Irlande et le Royaume-Uni, c'est-à-dire environ 5 km de part et d'autre, au milieu du corridor du Donegal. À l'est de la ville, le cours de l'Erne est interrompu par une digue, l'Assaroe Falls (en), qui forme en amont le lac Assaroe.
La ville de Ballyshannon compte 2 246 habitants au recensement de 2022.

## Toponymie
Ballyshannon signifie "the mouth of Seannach's ford" (le gué de la bouche de Seannach). d'après le nom d'un guerrier du Ve siècle, Seannach, qui y a été tué.

## Démographie
| Historique de la population |            |
| --------------------------- | ---------- |
| année                       | Population |
| 1821                        | 3831       |
| 1831                        | 3775       |
| 1841                        | 3513       |
| 1851                        | 3698       |
| 1861                        | 3197       |
| 1871                        | 2958       |
| 1881                        | 2840       |
| 1891                        | 2471       |
| 1901                        | 2359       |
| 1911                        | 2170       |
| 1926                        | 2112       |
| 1936                        | 2223       |
| 1946                        | 2514       |
| 1951                        | 2813       |
| 1956                        | 2434       |
| 1966                        | 2233       |
| 1971                        | 2325       |
| 1981                        | 3066       |
| 1986                        | 3015       |
| 1991                        | 2838       |
| 1996                        | 2775       |
| 2002                        | 2715       |
| 2006                        | 2686       |
| 2011                        | 2503       |
| 2016                        | 2299,.     |

## Vestiges
Situés dans la campagne au nord-ouest du centre ville de Ballyshannon se trouvent les vestiges de l'ancienne abbaye cistercienne d'Assaroe.

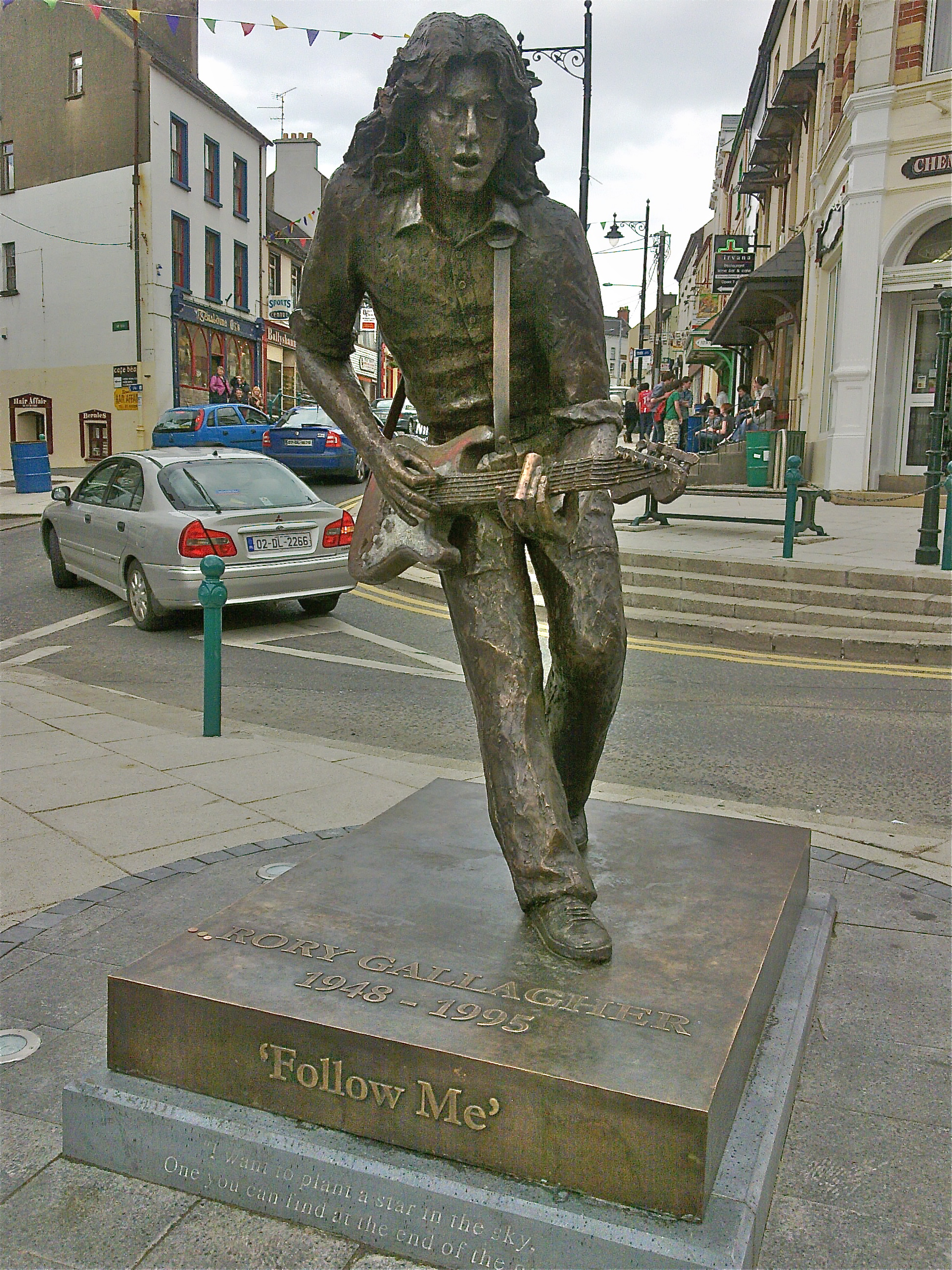
Statue de Rory Gallagher.

## Personnalités
- James Dever (1825-1904), homme politique canadien
- Rory Gallagher (2 mars 1948 -14 juin 1995), guitariste et chanteur de blues/rock.

## Jumelages
La ville est jumelée avec :
- Grenay
- Séné